# Heller S.A.

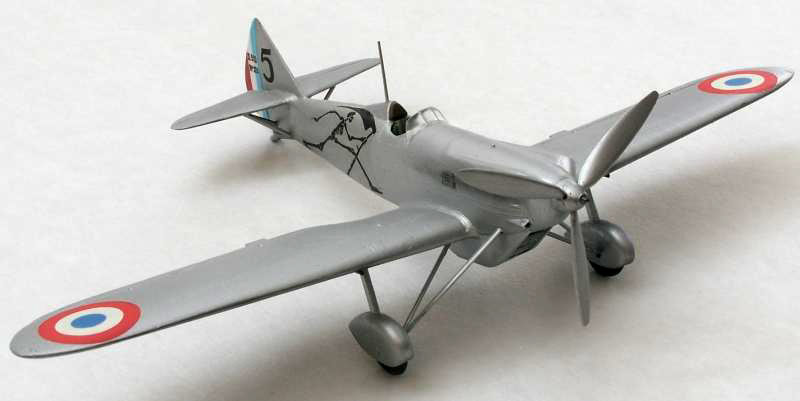
Flugzeugmodell Dewoitine D.510 im Maßstab 1:72 von Heller

Heller S.A. ist ein französischer Hersteller von Plastik-Modellbausätzen. Die Produktpalette umfasst Modelle von Fahrzeugen, Flugzeugen und Schiffen. Der Vertrieb erfolgt ausschließlich über den Spielwaren- und Modellbau-Fach-Einzelhandel.
Heller fertigt Modellbausätzen in den gängigen Maßstäben von 1:72 über 1:48, 1:35 bis 1:24 – in Ausnahmen (insbesondere bei Schiffen) sind auch Bausätze in 1:155, 1:4000, 1:750, 1:542, 1:370 etc. zu erhalten.